# Peter Sallis
Pour les articles homonymes, voir Sallis (homonymie).
Peter Sallis (né le 1er février 1921 à Twickenham et mort le 2 juin 2017 à Northwood près de Londres) est un acteur de télévision britannique.

## Biographie
Bien que Peter Sallis soit né et ait grandi dans un borough de Londres, il a souvent tenu à l'écran des rôles d'Anglais du Yorkshire, adoptant l'accent typique de cette région du Nord de l'Angleterre.
Il est particulièrement connu du public britannique pour son rôle principal dans la série télévisée Last of the Summer Wine, qui se déroule dans un petit village du Yorkshire. Il y est d'ailleurs l'acteur qui y a joué le plus longtemps, puisqu'il apparait dans l'ensemble des 295 épisodes de la série. Il a également joué dans First of the Summer Wine, le préquelle Last of the Summer Wine. Il a enfin prêté sa voix pour le personnage de Wallace, dans les différents films de Wallace et Gromit.
Il meurt le 2 juin 2017 à l'âge de 96 ans.

## Filmographie
- 1961 : Pas d'amour pour Johnny (No Love for Johnnie) de Ralph Thomas

1963: The Avengers (série TV: Lavage de Cerveau)
- 1967 : Doctor Who (série TV) : « The Ice Warriors » : Penley

1970: Une Messe pour Dracula de Peter Sasdy
- 1971 : Amicalement vôtre (The Persuaders) : Formule à vendre (The Long Goodbye), de Roger Moore (série TV) : Piper
- 1976 : The Incredible Sarah de Richard Fleischer
- 1983 : Le Vent dans les saules (The Wind in the Willows) de Mark Hall et Chris Taylor (série TV) : voix de Ratty
- 1989 : Une grande excursion (A Grand Day Out) de Nick Park : Wallace (voix)
- 1993 : Un mauvais pantalon (The Wrong Trousers) de Nick Park : Wallace (voix)
- 1995 : Rasé de près (A Close Shave) de Nick Park : Wallace (voix)
- 2002 : Cracking Contraptions : Wallace (voix)
- 2005 : Le Mystère du lapin-garou (The Curse of the Were-Rabbit) de Nick Park et Steve Box : Wallace (voix)
- 2006 : Happy Feet de George Miller : Additional Voices (voix)
- 2008 : Sacré Pétrin (A Matter of Loaf and Death) de Nick Park : Wallace (voix)
- 2010 : Wallace and Gromit's World of Invention : Wallace (voix)